# سيكادانية
السيكادانية (الاسم العلمي: Cycadopsida) هي طائفة من النباتات تتبع شعبة الحقيقات الأوراق. نباتات السيكادا CycadoPhyta Division تحتوي على مخاريط التي بدورها تحتوي على تراكيب تكاثرية ذكرية وانثوية ويصل طول المخاريط إلى 1 م و35 كجم ويصل طول نباتات السيكادا إلى 18 م وتحتوي نباتات السيكادا على 11 جنس و 250 نوع فقط قد يظن بعض الناس ان نباتات السيكادا انها اشجار النخيل وهذا اعتقاد خاطئ لكن نباتات السيكادا تشبه اشجار النخيل وذلك في ان لها اوراق كبيرة مقسمة لكن تختلف في استراتيجيات التكاثر أو أن نباتات السيكادا لهاس ساق طرية تحتوي على نسيج خازن وانتشرت نباتات السيكادا منذ 200 مليون سنة تقريبا

## رتب
- السيكاديات